# Barrio del Café
Barrio del Café är en ort i Mexiko.   Den ligger i kommunen Tenochtitlán och delstaten Veracruz, i den sydöstra delen av landet, 230 km öster om huvudstaden Mexico City. Barrio del Café ligger 899 meter över havet och antalet invånare är 104.
Terrängen runt Barrio del Café är kuperad norrut, men söderut är den bergig. Runt Barrio del Café är det ganska tätbefolkat, med 111 invånare per kvadratkilometer. Närmaste större samhälle är Misantla, 13,5 km nordost om Barrio del Café. I omgivningarna runt Barrio del Café växer i huvudsak städsegrön lövskog.